# Almut Leh

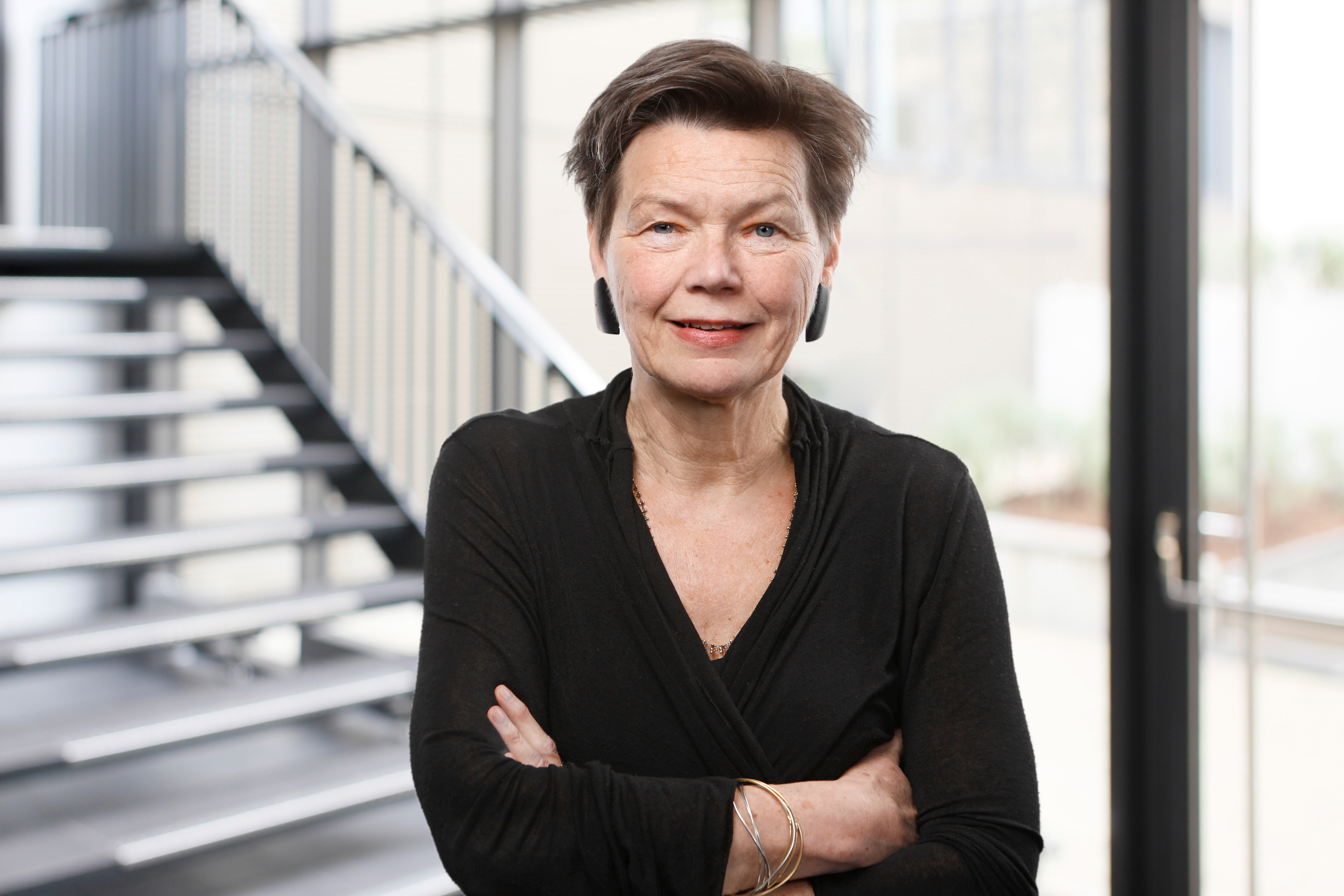
Almut Leh (2023) Foto: FernUniversität in Hagen / Hardy Welsch

Almut Leh (* 1961) ist eine deutsche Historikerin. Sie ist eine Spezialistin auf den Gebieten der Oral History und der Biografieforschung sowie der Geschichte des Naturschutzes in Nordrhein-Westfalen.

## Leben
Almut Leh studierte Geschichtswissenschaften und Philosophie mit dem Abschluss als Magistra Artium (M. A.). 2006 wurde sie an der Fernuniversität in Hagen mit der Dissertation Zwischen Heimatschutz und Umweltbewegung. Die Professionalisierung des Naturschutzes in Nordrhein-Westfalen 1945–1975 zum Dr. phil. promoviert.
Seit 2021 ist sie als Nachfolgerin von Arthur Schlegelmilch Geschäftsführende Direktorin des Institut für Geschichte und Biographie der Fakultät für Kultur- und Sozialwissenschaften der Fernuniversität Hagen; seit 1994 leitet sie das Archiv „Deutsches Gedächtnis“. Außerdem bearbeitete sie unter Leitung von Lutz Niethammer an der Universität Jena gemeinsam mit Karin Hartewig und Daniela Rüther das Forschungsprojekt Tengelmann im Dritten Reich.
Almut Leh gehört der Redaktion und dem Herausgebergremium der Fachzeitschrift BIOS – Zeitschrift für Biographierforschung, Oral History und Lebensverlaufsanalysen an. Auf internationaler Ebene betätigt sie sich als Mitglied des Council der Oral History Association.

## Forschungsschwerpunkte
Almut Leh beschäftigt sich vorrangig mit der deutschen Mentalitätsgeschichte im 20. Jahrhundert. Ihr Spezialgebiet ist die Geschichte des Naturschutzes im Bundesland Nordrhein-Westfalen, die sie seit vielen Jahren erforscht. Neben ihrer Dissertation (2006) legte sie dazu gemeinsam mit Hans-Joachim Dietz auch die Biografien-Sammlung Im Dienst der Natur. Biografisches Lese- und Handbuch zur Naturschutzgeschichte in Nordrhein-Westfalen (1908–1975) (2009) vor. Des Weiteren veröffentlichte sie Einzelarbeiten über Gewerkschafterinnen, Soldaten im Zweiten Weltkrieg und die Wehrmachtjustiz. Leh gehörte zu den Mitarbeitern an dem Projekt Hitlers Sklaven. Internationales lebensgeschichtliches Dokumentationsprojekt zur Sklaven- und Zwangsarbeit, dessen Ergebnisse im Jahr 2008 in Buchform publiziert wurden.
Leh verknüpft ihre Arbeiten eng mit der Biografieforschung und wendet dafür auch die Methoden der Oral History, vor allem Zeitzeugen-Interviews, an. In diesem Zusammenhang setzt sie sich mit forschungsethischen und methodischen Fragen der Oral History sowie der Archivierung lebensgeschichtlicher Interviews auseinander. Digital Humanities in der interviewbasierten Forschung ist einer ihrer Forschungsschwerpunkte. Sie verfasste den Abschnitt Biographieforschung in dem von Christian Gudehus, Ariane Eichenberg und Harald Welzer herausgegebenen interdisziplinären Handbuch Gedächtnis und Erinnerung.

## Schriften
- als Herausgeberin: Mein persönliches Kriegsende – Erlebnisse und Geschichten zum Ende des 2. Weltkrieges. Beiträge eines Schreibwettbewerbs, Lüdenscheid 1996 (Selbstdruck).
- zusammen mit Alexander von Plato: „Ein unglaublicher Frühling“. Erfahrene Geschichte im Nachkriegsdeutschland 1945–1948, Bundeszentrale für politische Bildung, Bonn 1997, ISBN 3-89331-298-6.
- Zwischen Heimatschutz und Umweltbewegung. Die Professionalisierung des Naturschutzes in Nordrhein-Westfalen 1945–1975 (= Geschichte des Natur- und Umweltschutzes. Band 5). Campus-Verlag, Frankfurt am Main und New York 2006, ISBN 978-3-593-38022-3 (zugleich: Dissertation, Hagen, Fernuniversität, 2006).
- als Herausgeberin zusammen mit Lutz Niethammer: Kritische Erfahrungsgeschichte und grenzüberschreitende Zusammenarbeit – The Networks of Oral History. Festschrift für Alexander von Plato (= BIOS-Sonderheft), Budrich, Leverkusen 2007, ISBN 978-3-86649-103-8.
- als Herausgeberin zusammen mit Alexander von Plato und Christoph Thonfeld: Hitlers Sklaven. Internationales lebensgeschichtliches Dokumentationsprojekt zur Sklaven- und Zwangsarbeit, Böhlau, Wien/Köln/Weimar 2008, ISBN 978-3-205-77753-3.
- zusammen mit Hans-Joachim Dietz: Im Dienst der Natur. Biografisches Lese- und Handbuch zur Naturschutzgeschichte in Nordrhein-Westfalen (1908–1975). Herausgegeben vom Förderverein Museum zur Geschichte des Naturschutzes in Deutschland e.V., Klartext, Essen 2009, ISBN 978-3-8375-0016-5.
- zusammen mit Alexander von Plato: Ein unglaublicher Frühling. Erfahrene Geschichte im Nachkriegsdeutschland. 1945–1949 (= Schriftenreihe der Bundeszentrale für Politische Bildung (Bpb). Band 1104). Bpb, Bonn 2011, ISBN 978-3-8389-0104-6.
- zusammen mit Eva Ochs (Hrsg.): Digital Humanities und biografische Forschung. Beiträge der gleichnamigen Tagung am Institut für Geschichte und Biographie der FernUniversität in Hagen (= BIOS – Zeitschrift für Biographieforschung, Oral History und Lebensverlaufsanalysen, Band 30, 2017).